# Paul Wasicka
Paul Wasicka (* 17. Februar 1981 in Dallas, Texas) ist ein professioneller US-amerikanischer Pokerspieler.

## Karriere
Wasicka begann 2004 Poker zu spielen, als er an einem Turnier in Denver teilnahm. Er arbeitete früher als Barkeeper und Restaurant-Manager, bevor er zum Poker wechselte. Wasicka wurde 2006 hinter Jamie Gold Zweiter beim Main Event der World Series of Poker (WSOP) im Rio All-Suite Hotel and Casino am Las Vegas Strip und gewann so über 6 Millionen US-Dollar. Bei den L.A. Poker Classics 2007 in Los Angeles sicherte er sich mit dem vierten Platz ein Preisgeld in Höhe von 455.000 US-Dollar. Seinen ersten großen Sieg errang er im März 2007 bei der National Heads-Up Poker Championship mit 500.000 US-Dollar. Wasicka war in der dritten Staffel von High Stakes Poker zu sehen. Ab 2007 wurde er von Full Tilt Poker gesponsert. Im Februar 2010 gewann der Amerikaner das Main Event des WSOP-Circuits in Robinsonville, Mississippi, mit einem Hauptpreis von rund 140.000 US-Dollar. Seitdem blieben größere Turniererfolge aus. Seine bis dato letzte Live-Geldplatzierung erzielte er im August 2017.
Insgesamt hat sich Wasicka mit Poker bei Live-Turnieren knapp 8 Millionen US-Dollar erspielt. Er lebt in Las Vegas.